# La edad de oro (programa de televisión)
La edad de oro fue un programa de televisión emitido por La 2 de Televisión Española entre 1983 y 1985. Presentado y dirigido por Paloma Chamorro se le suele calificar como epítome audiovisual del movimiento artístico, cultural y musical denominado Movida madrileña. También está considerado un programa de culto en la historia de la televisión en España.

## Formato
El programa mostraba en plató tendencias artísticas, culturales y, especialmente, musicales, de carácter vanguardista y minoritario alejadas de las corrientes comerciales de la España de la primera mitad de la década de 1980.

"En el comienzo de los ochenta La edad de oro era un espacio de vanguardia... tan de vanguardia como para que hoy, en pleno 2010, no exista ninguno similar, absolutamente ninguno, en unas parrillas tan amplias como huecas"
Javier Pérez de Albéniz (rtve.es, 2010) 

El principal ingrediente del programa lo constituía la emisión de un concierto en directo, realizado en el estudio o grabado en exteriores, junto con la emisión de reportajes y entrevistas ilustrativas. De estilo transgresor su primer programa, emitido el 17 de mayo de 1983, tuvo como protagonistas a Kaka de Luxe grupo formado por Fernando Márquez El Zurdo, Manolo Campoamor, Carlos Berlanga, Enrique Sierra, Alaska y Nacho Canut disuelto en 1978 y que se reencontraron para esta ocasión.

"(La edad de oro contendrá) diferentes filmaciones y vídeos sobre exposiciones, conciertos que no hayamos podido traer al estudio y, principalmente, documentales, películas y colaboraciones de personas ajenas al programa. O sea, quiero que la gente joven creadora en todos los campos, tenga la posibilidad de ensayar otro lenguaje de televisión"
Paloma Chamorro (Diario El País, 1983) 

Tras cumplir 55 emisiones, a lo largo de sus dos temporadas, el espacio finalizó en abril de 1985.

"El programa ha tenido una, audiencia mucho mayor de lo que pensaba o deseaba, y de ahí que los índices de aceptación, que no de audiencia, fueran malos. Sencillamente, había mucha más gente de la que se esperaba viendo el programa y, realmente, no se quería un programa tan mayoritario."
Paloma Chamorro (Diario El País, 1985) 

## Historia
Paloma Chamorro, tras su paso por otros programas de La 2 como Encuentros con las artes y las letras o Imágenes, planteó el programa como un contenedor cultural que alternaba las entrevistas en estudio con números musicales y reportajes divulgando a un público mayoritario los avances en música, escultura, cómic o pintura, de jóvenes creadores nacionales e internacionales confinados hasta ese momento a circuitos marginales.

"(El título es) un homenaje a lo que a mí me parece una obra maestra de la vanguardia histórica, la película de Buñuel y Dalí, símbolo de las vanguardias"
Paloma Chamorro 

El programa se nutría principalmente de la multiplicidad de movimientos artísticos y musicales que surgieron tras la Dictadura de Francisco Franco (1939-1975), hasta ese momento reprimidos por la cultura oficialista del régimen, y que encontraron su máximo exponente en la llamada Movida madrileña. Estos movimientos tuvieron escaso reflejo en la entonces única televisión existente en España, la pública Televisión Española, hasta que tras la victoria electoral del Partido Socialista Obrero Español (1982), se produjo una renovación de contenidos y estética en la cadena con el nuevo equipo directivo al frente del que se situó José María Calviño.

"RTVE siempre ha tenido una especial preocupación por la música moderna. (La edad de oro es) quizá el programa más de vanguardia de la televisión de toda Europa.(...) Se producen fenómenos marginales que pueden alcanzar una gran trascendencia cultural, pero que muchas veces se pierden porque no consiguen el acceso a los circuitos normales de difusión. De esta manera, más que de movimientos marginales deberíamos hablar de movimientos marginados."
José María Calviño (Diario El País, 1983) 

A lo largo de sus dos años de existencia el programa avanzó por la línea de la transgresión con las consiguientes polémicas. El espacio provocó el aplauso de algunos y la indignación y el rechazo de amplios sectores conservadores que propiciaron críticas feroces desde varios medios de comunicación escritos. Escenas como la del cantante del grupo The Lords of the New Church bajándose los pantalones ante la cámara o Pedro Almodóvar, declarando que su droga favorita era el polvo de ángel, provocaron escándalo y repulsa.

"A eso del fin de la noche, cualquier jueves como hoy, será usted agraciado con una dosis curiosa de modernidad. Atrévase, ponga a prueba sus endomorfinas, contemple La edad de oro. Podrá ver conjuntos modernos, gentes modernas en el ambiente adecuado. Por supuesto, moderno. Vamos, modernísimo, el último berrido, el ya te paaasas. Este es el relato de lo que pudimos ver, el jueves 6 de octubre, en el último programa emitido en La edad de oro. Sale la presentadora, vistosamente ataviada de Wilma Picapiedra, y anuncia la llegada de un apocalíptico grupo británico, Killing Joke. Sale el grupo y ya alucinas. La cámara busca por el escenario y dispara contra cualquier cosa que se mueva. Que es un señor tocando el bajo y lo que se oye es un solo de guitarra, pues sale. Que es un empleado que pasa por allí y se queda contemplando distraídamente la broma, pues también sale. Que algo se mueve entre el público, la cámara enchufa y aparece un espectador mirando a Toledo."
Pedro Calvo Hernando (Diario El País, 1983) 

Las críticas llegaron a su punto máximo tras la emisión del programa del 16 de octubre de 1984 en el que se mostraron imágenes consideradas por algunos ofensivas de un crucifijo con cabeza de cerdo, el simulacro de celebración de una misa católica y una pareja desnuda en un ataúd. La polémica llegó al Consejo de Administración de RTVE donde los representantes de Alianza Popular y de Convergència i Unió consideraron que la emisión incluso vulneraba la Constitución española. La Conferencia Episcopal Española presentó una protesta formal ante la cadena por considerar que la emisión constituyó una agresión "contra la sensibilidad religiosa y moral de los católicos españoles" y se formularon preguntas parlamentarias en el Congreso de los Diputados. Finalmente se presentó una querella por el abogado de Burgos Juan Riu Izquierdo contra TVE y la presentadora por "profanación de los sentimientos religiosos". El procedimiento terminaría en el Tribunal Supremo, que, nueve años más tarde determinó la no existencia de delito.

"La edad de oro es un programa que no existe en ninguna televisión del mundo, y esto no es algo que lo diga yo. Lo dice mucha gente con gran conocimiento de causa, pero eso nunca soléis decirlo en la Prensa. Así que hacer un programa imposible, que no se puede hacer en ninguna televisión del mundo, en una televisión tan imposible como ésta, pues ... no hay palabras"
Paloma Chamorro (Diario El País, 1985) 

Las polémicas precipitaron la cancelación del programa que se emitió por última vez, con una edición dedicada a Violent Femmes, el 2 de abril de 1985.

"(Defectos) Ha habido muchos. Sobre todo un exceso de pretensiones, el haber querido hacer un programa imposible, el haber, sido tan ambiciosa. Es un defecto mío de concepción, digamos. He querido ir a por todas, pero no se puede ser a la vez una agencia internacional de contratación para un programa semanal, de horario fijo, y estar a la vez produciendo cortos, y a la vez estar al tanto de lo que pasa por el mundo, y a la vez, a la vez..., y a la vez pelearse con todos los que dentro y fuera de TVE han hecho todo lo posible porque no se haga La edad de oro."
Paloma Chamoro (Diario El País, 1985) 

Fue considerado por el Grupo Joly uno de los cien mejores programas de la historia de la televisión en España.

## Artistas invitados
Por el plató de La edad de oro desfilaron, entre otros, artistas como: 
| - The Sound - The Dream Syndicate - Violent Femmes - The Lords of the New Church - Johnny Thunders - The Gun Club - The Residents - Tuxedomoon - Spear of Destiny - John Foxx - The Durutti Column - Gruppo Sportivo - Alaska y Dinarama - Pedro Almodóvar y Fabio McNamara - Los Rebeldes - Loquillo y los Trogloditas - Rubí - Azúcar Moreno - La Mode - Los Nikis | - Tom Verlaine (Ex-Television) - Elliott Murphy - Alan Vega (Ex-Suicide) - Aztec Camera - China Crisis - Cabaret Voltaire - Marc Almond (Ex-Soft Cell) - Psychic TV - S.P.K. - Divine - Mary Wilson - Culture Club - Ouka Lele - Radio Futura - Gabinete Caligari - Derribos Arias - Siniestro Total - Golpes Bajos - Parálisis Permanente - Aviador Dro |

Conciertos grabados para el programa: 
| - The Smiths (Paseo de Camoens, Madrid) - Echo and the Bunnymen (Rock-Ola, Madrid) - Lou Reed (Barcelona) | - Nick Cave & The Cavemen (Electric Ballroom, Londres) - The Psychedelic Furs (Estudios Roma, Madrid) - Spandau Ballet (La Romareda, Zaragoza) |

## Reemisiones y versión en DVD
En 2005, La 2 de Televisión Española emitió en horario nocturno una serie de programas especiales, denominados "Lo Mejor de La edad de oro", en la que a lo largo de 13 capítulos se recogían momentos grabados a lo largo de la historia del programa. Posteriormente dichos programas, al igual que varios de los programas emitidos originalmente, se alojan en una web específica dentro del portal de la corporación pública rtve.es.
En 2006, Televisión Española y Divisa editaron en DVD una colección en cuatro volúmenes con los mejores momentos del programa protagonizado por grupos españoles titulada "Lo mejor de la Edad de Oro, Antología de artistas españoles".